# Chrysiptera
Chrysiptera è un genere di pesci marini appartenenti alla famiglia Pomacentridae e alla sottofamiglia Pomacentrinae.

## Distribuzione e habitat
Sono pesci tipicamente legati alle barriere coralline. L'areale copre l'intero Indo-Pacifico tropicale e, in parte, subtropicale.

## Descrizione
Sono pesci di piccola taglia, spesso ben inferiore a 10 cm. C. biocellata raggiunge i 12,5 cm ed è la specie di più grandi dimensioni.

## Tassonomia
Il genere comprende 36 specie:
- Chrysiptera albata
- Chrysiptera annulata
- Chrysiptera arnazae
- Chrysiptera biocellata
- Chrysiptera bleekeri
- Chrysiptera brownriggii
- Chrysiptera burtjonesi
- Chrysiptera caeruleolineata
- Chrysiptera caesifrons
- Chrysiptera chrysocephala
- Chrysiptera cyanea
- Chrysiptera cymatilis
- Chrysiptera flavipinnis
- Chrysiptera galba
- Chrysiptera giti
- Chrysiptera glauca
- Chrysiptera hemicyanea
- Chrysiptera kuiteri
- Chrysiptera niger
- Chrysiptera notialis
- Chrysiptera oxycephala
- Chrysiptera parasema
- Chrysiptera pricei
- Chrysiptera rapanui
- Chrysiptera rex
- Chrysiptera rollandi
- Chrysiptera sheila
- Chrysiptera sinclairi
- Chrysiptera springeri
- Chrysiptera starcki
- Chrysiptera talboti
- Chrysiptera taupou
- Chrysiptera traceyi
- Chrysiptera tricincta
- Chrysiptera unimaculata
- Chrysiptera uswanasi